# China Merchants Bank
China Merchants Bank (CMB), «Чайна Мерчантс Банк» — китайская финансовая компания, базирующаяся в городе Шэньчжэнь. Этот банк был основан в 1987 году и стал первым коммерческим банком в Китае, созданным без непосредственного участия государственного капитала. Занимает 32-е место среди крупнейших банков мира по размеру активов.
Крупнейшим акционером China Merchants Bank является China Merchants Group (29,97 %).

## История
Китайское торговое бюро (China Merchants Bureau) было основано в 1872 году в Шанхае как альтернатива западным судоходным компаниям, доминировавшим в торговле Китая с другими странами. К концу 1940-х годов у компании было 490 судов (из них 95 океанических), также у China Merchants были интересы в банкинге, страховании, железнодорожном и авиационном транспорте, добыче угля, литье стали и других отраслях. После Китайской революции, хотя большинство судов было перемещено на Тайвань, руководство компании решило остаться в Гонконге (куда со временем переместилась штаб-квартира China Merchants) и сотрудничать с коммунистическим режимом. Компания стала основным посредником между КНР и остальным миром, а в 1979 году ей было поручено создание и развитие особой экономической зоны Шэкоу в Шэньчжэне. China Merchants Group в 1980-х годах создала десятки дочерних структур в различных отраслях экономики, включая банк и страховую компанию Ping An Insurance.
China Merchants Bank был зарегистрирован 8 апреля 1987 года в Шэньчжэне. В 2002 году акции банка были размещены на Шанхайской фондовой бирже, а в 2006 году — на Гонконгской фондовой бирже. В ноябре 2007 года был открыт филиал в Нью-Йорке. В 2008 году был куплен гонконгский банк Wing Lung Bank (основанный в 1933 году).

## Деятельность
CMB имеет более 1800 отделений и 16,5 тысяч банкоматов на территории материкового Китая, а также филиалы в Гонконге, Нью-Йорке, Сингапуре, Люксембурге, Лондоне и Сиднее.
CMB состоит из следующих подразделений:
- Потребительский банкинг, включая личные депозитные вклады, кредиты, управление активами, обмен валют, торговлю золотом и обслуживание банковских карт; на 2020 год банк обслуживал 158 млн клиентов.
- Корпоративный и инвестиционный банкинг, включая корпоративные депозиты, корпоративные кредиты, международные расчеты, торговое финансирование, хранение активов, консультации по слияниям и поглощениям, валютные операции, операции с ценными бумагами.

В структуре активов более половины приходится на выданные кредиты, на конец 2020 года 5,03 трлн из 8,36 трлн юаней, 2,11 трлн приходится на инвестиции в ценные бумаги (в основном гособлигации). Из пассивов 5,628 трлн юаней ($863 млрд) составляют принятые депозиты.
Около двух третей выручки даёт чистый процентный доход, в 2020 году 185 млрд юаней (процентный доход 307 млрд, расход — 122 млрд. На конец 2020 года банком было выпущено 100 млн кредитных карт с суммарным балансом 747 млрд юаней и объёмом транзакций 4,34 трлн юаней. Банк входит в пятёрку крупнейших компаний по управлению активами в КНР, размер активов под управлением составляет более 2 трлн юаней; размер активов на хранении в депозитариях банка превысил 16 трлн юаней.
Основные дочерние структуры:
- CMB Wing Lung Group (гонконгский банк с активами HK$314 млрд)
- CMB Financial Leasing (лизинговая компания, основана в 2008 году)
- CMB International Capital (основана в 1993 году в Гонконге, финансовые услуги)
- China Merchants Fund (компания по управлению фондами, основана в 2002 году, доля банка 55 %)
- CIGNA & CMB Life Insurance (страховая компания, основана в 2003 году, доля банка 50 %)
- CMB Wealth Management (компания по управлению крупными частными капиталами); основана в 2019 году

| Год                 | 2002  | 2003  | 2004  | 2005  | 2006  | 2007  | 2008  | 2009  | 2010  | 2011  | 2012  | 2013  | 2014  | 2015  | 2016  | 2017  | 2018  | 2019  | 2020  |
| ------------------- | ----- | ----- | ----- | ----- | ----- | ----- | ----- | ----- | ----- | ----- | ----- | ----- | ----- | ----- | ----- | ----- | ----- | ----- | ----- |
| Выручка             | 8,154 | 11,17 | 15,68 | 19,21 | 24,87 | 41,09 | 55,66 | 51,92 | 71,76 | 96,67 | 113,8 | 133,1 | 166,5 | 202,3 | 210,3 | 221,0 | 248,4 | 269,8 | 290,3 |
| Чистая прибыль      | 1,847 | 2,211 | 3,276 | 3,749 | 6,794 | 15,24 | 21,08 | 18,24 | 25,77 | 36,13 | 45,27 | 51,74 | 55,91 | 57,70 | 62,08 | 70,15 | 80,56 | 92,87 | 97,34 |
| Активы              | 366,2 | 494,0 | 586,7 | 734,6 | 934,1 | 1311  | 1572  | 2068  | 2403  | 2795  | 3408  | 4016  | 4732  | 5475  | 5942  | 6298  | 6746  | 7417  | 8361  |
| Собственный капитал | 16,83 | 18,35 | 21,96 | 26,00 | 55,16 | 67,98 | 79,78 | 92,78 | 134,0 | 165,0 | 200,4 | 266,0 | 315,1 | 361,8 | 403,4 | 483,4 | 543,6 | 617,7 | 730,4 |